# آهتیالا
آهْتیالا (به فنلاندی: Ahtiala) یک منطقهٔ مسکونی در فنلاند است که در لاهتی واقع شده‌است. آهتیالا ۵٬۳۷۹ نفر جمعیت دارد.